# Sabula (Iowa)
Sabula es una ciudad ubicada en el condado de Jackson en el estado estadounidense de Iowa. En el Censo de 2010 tenía una población de 576 habitantes y una densidad poblacional de 176,22 personas por km².

## Geografía
Sabula se encuentra ubicada en las coordenadas 42°4′13″N 90°10′57″O / 42.07028, -90.18250. Según la Oficina del Censo de los Estados Unidos, Sabula tiene una superficie total de 3.27 km², de la cual 1.05 km² corresponden a tierra firme y (67.99%) 2.22 km² es agua.

## Demografía
Según el censo de 2010, había 576 personas residiendo en Sabula. La densidad de población era de 176,22 hab./km². De los 576 habitantes, Sabula estaba compuesto por el 99.13% blancos, el 0.17% eran afroamericanos, el 0.17% eran amerindios, el 0% eran asiáticos, el 0% eran isleños del Pacífico, el 0.17% eran de otras razas y el 0.35% pertenecían a dos o más razas. Del total de la población el 0.69% eran hispanos o latinos de cualquier raza.